# Berit Digre
Berit Digre, född den 3 april 1967 i Trondheim, Norge, är en norsk handbollsspelare.
Hon ingick i det norska lag som tog OS-silver i damernas turnering i samband med de olympiska handbollstävlingarna 1988 i Seoul.